# Neobisium samniticum
Neobisium samniticum är en spindeldjursart som beskrevs av Volker Mahnert 1980. Neobisium samniticum ingår i släktet Neobisium och familjen helplåtklokrypare. Inga underarter finns listade i Catalogue of Life.